# Iuliu Hirțea
 (mai 2018).
Si vous disposez d'ouvrages ou d'articles de référence ou si vous connaissez des sites web de qualité traitant du thème abordé ici, merci de compléter l'article en donnant les références utiles à sa vérifiabilité et en les liant à la section « Notes et références ».
Iuliu Hirțea, né le 13 avril 1914 à Vintere (commune de Holod) et mort le 28 juin 1978 à Oradea, est un religieux roumain, évêque grec-catholique d'Oradea.

## Biographie
Iuliu Hirțea est né en 1914, dans le village de Vintere, en Roumanie, dans le județ de Bihor. Il effectue ses études élémentaires dans son village natal, puis au lycée, au lycée Samuil Vulcan de Beiuș. Après le lycée, il étudie la théologie et la philosophie à l'institut De Propaganda Fide à Rome, où il obtient son doctorat en études bibliques. 
Il devient secrétaire de l'évêque d'Oradea, Valeriu Traian Frențiu. Grand orateur, il est demandé à plusieurs reprises lors des réunions de ASTRU-de Timisoara , où parler, diriger les jeunes intellectuels roumains esprit chrétien catholique.
Après l'interdiction de l'Église roumaine unie à Rome (catholique grec), par le décret du 1er décembre 1948 délivré par les autorités communistes de l'époque, Iuliu Hirțea exerce clandestinement sa prêtrise ; le 29 juin 1949, il est sacré évêque secrètement, par le représentant du pape Gerald Patrick O'Hara, à Bucarest avec le titre d'évêque titulaire de Nebbi (de) avec comme co-consécrateurs Ioan Ploscaru et Ioan Dragomir (de).
Il est arrêté par le régime communiste roumain et emprisonné à Oradea, puis à Gherla comme prisonnier d'opinion, pour avoir refusé le passage à l'Église orthodoxe roumaine. Il passe 12 ans en prison.
En 1964, à la suite d'un décret de pardon, il est libéré de prison et suit un traitement pour soigner ses poumons dans un sanatorium en Moldavie. Après la réhabilitation, il travaille comme commis à Vinalcool à Oradea. Dans la clandestinité, il a ordonné un grand nombre de prêtres grecs-catholiques.
Iuliu Hirțea meurt à Oradea le 20 juin 1978, des suites d'une leucémie. Il a été enterré à Oradea, dans le cimetière de Rulikovsky. Ioan Dragomir a prononcé un sermon lors de ses funérailles. Sa pierre tombale porte l'inscription gravée : 
Confesseur de la foi
Je fais partie de l'histoire chrétienne
De l'âge de la vérité et de la grâce
Ce qui a habillé la terre de lumière
Et il l'a rejoint comme un sceptre de pêcheur.

### Liens
- Ressource relative à la religion :   - Catholic Hierarchy
- Notices d'autorité :   - VIAF
  - ISNI
  - LCCN
  - GND
  - WorldCat